# Abergavenny Castle
Abergavenny Castle ist eine Burgruine in Monmouthshire in Wales. Die als Kulturdenkmal der Kategorie Grade I klassifizierte und als Scheduled Monument geschützte Ruine liegt südlich des Stadtzentrums von Abergavenny.

## Geschichte
Um 1090 errichtete der normannische Eroberer Hamelin de Ballon eine Motte als Mittelpunkt der neuen normannischen Herrschaft Abergavenny. 1141 übergab Hamelins Neffe Brian FitzCount die Burg seinem Cousin Miles de Gloucester. 1166 fiel Abergavenny an William de Braose, der Bertha, Tochter und Erbin von Miles de Gloucester geheiratet hatte. Weihnachten 1175 fand in der Burg das Massaker von Abergavenny statt, bei dem der gleichnamige Sohn Williams, William de Braose den walisischen Fürsten Seisyll ap Dyfnwal samt seinem Gefolge während eines Gastmahls niedermetzeln ließ. Als Vergeltung für dieses Verbrechen brannte der walisische Lord von Caerleon Hywel ab Iorwerth, ein Cousin des Getöteten, 1182 die Burg nieder. Beim Wiederaufbau ließ de Braose die Burg mit einer steinernen Ringmauer befestigen. Nach der Rebellion de Braoses gegen König Johann fiel die Burg 1208 an die Krone. 1216 wurde sie von Reginald de Braose, einem Sohn Williams mit Hilfe des walisischen Fürsten Llywelyn ap Iorwerth zurückerobert. Nach dem Reginalds Sohn William 1230 von Llywelyn ap Iorwerth hingerichtet worden war, wurden seine Ländereien unter seinen Töchtern aufgeteilt. Abergavenny fiel an Eva, die 1241 William de Cantilupe heiratete. Während der Rebellion von Richard Marshal wurde die Burg 1233 von Marshal und dem mit ihm verbündeten Llywelyn ap Iorwerth zerstört. 1263 widerstand die Burg unter Peter de Montfort, der für den minderjährigen George de Cantilupe die Burg verwaltete, einer Belagerung durch Llywelyn ap Gruffydd. Nach dem Tod von George de Cantilupe 1273 erbte sein Neffe John Hastings die Burg. 1389 fiel die Burg an William Beauchamp, der als letzte Baumaßnahme an der Burg um 1400 ein neues Torhaus zur Abwehr der Bedrohung durch die Rebellion von Owain Glyndŵr errichten ließen. Die Burg fiel durch Erbfolge an die Earls of Warwick und schließlich an die Familie Nevill, deren Oberhaupt 1784 zum Earl und 1876 zum Marquess of Abergavenny erhoben wurden.
Während des englischen Bürgerkriegs wurde die Burg zwischen 1645 und 1646 geschleift und anschließend als Steinbruch genutzt. Auf dem Burghügel ließ der 2. Earl von Abergavenny von 1818 bis 1819 ein Jagdschloss für die Earls of Abergavenny errichtet. Das Burggelände wurde als Landschaftsgarten umgestaltet, dafür wurde auch der nördliche Abschnitt der Ringmauer abgerissen. Der 1. Marquess of Abergavenny ließ den Garten gegen Ende des 19. Jahrhunderts in einen öffentlichen Park umwandeln.
Der Park und die Ruinen der Burg sind heute frei zugänglich, das ehemalige Jagdschloss dient seit 1959 als Abergavenny Museum.

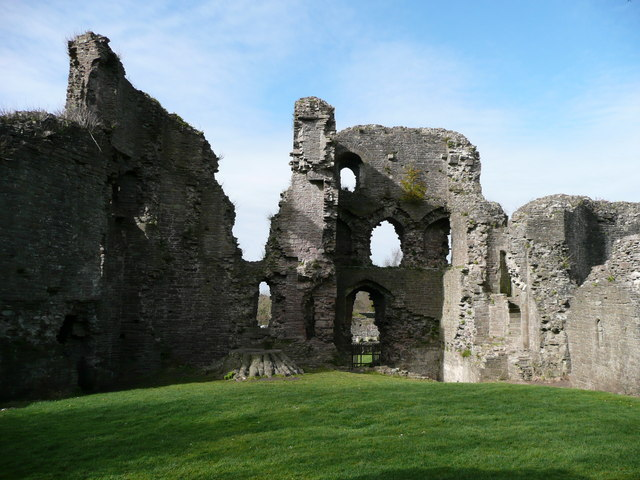
Die Reste der Ringmauer

## Anlage
Die Ruine liegt auf einem Hügel über dem River Usk. Der Zugang zur Burg erfolgte durch das an der Nordseite der Burg gelegene Torhaus, das einen Torzwinger und eine lange enge, ursprünglich gewölbte Durchfahrt besitzt. In den Obergeschossen des Torhauses befanden sich Wohnräume. An das Torhaus grenzt die Ruine der Außenwand der Wohnhalle aus dem 13. Jahrhundert, an die Halle grenzen auf der Westseite ein in voller Höhe erhaltener Abschnitt der Ringmauer sowie die Ruinen eines runden und eines halbrunden Turmes aus dem späten 13. Jahrhundert.
Auf dem mittelalterlichen Burghügel befindet sich das im 19. Jahrhundert errichtete Jagdschloss, ein zweigeschossiges rechteckiges, mit Zinnen und Ecktürmchen versehenes Gebäude im neugotischen Stil.